# Sistema de gestión de documentos electrónicos de archivo
Los Sistemas de gestión de documentos electrónicos de archivo (EDRMS, por sus siglas en inglés, Electronic Document and Records Management Systems) son un tipo de sistema de gestión de contenido que combina las tecnologías de gestión de documentos y gestión documental de documentos de archivo en un sistema integrado. Son herramientas diseñadas para la gestión eficiente y preservación de documentos electrónicos con valor archivístico a largo plazo. Estos sistemas permiten a las organizaciones públicas y privadas cumplir con los requisitos legales, normativos y de conservación de la documentación digital.

## Utilización
Normalmente, los sistemas consideran que un documento o archivo está en proceso de trabajo hasta que ha sido revisado, aprobado, bloqueado y (potencialmente) publicado, momento en el cual esperará a ser utilizado. La versión del formulario que se guarde con el contenido del usuario se convierte en un documento de archivo formal dentro de la organización.
Una vez que un documento adquiere la categoría de documento de archivo, la organización puede aplicar políticas de conservación basadas en buenas prácticas o en la legislación, que establecen cómo se desarrollará la segunda mitad del ciclo de vida del documento de archivo. Por lo general, esto implica la conservación (y la protección contra cambios) hasta que se produzcan algunos eventos relacionados con el documento de archivo y que desencadenen la aplicación del plan de eliminación definitiva al documento de archivo. En última instancia, normalmente en un momento determinado después de estos acontecimientos, el documento de archivo se destruye.

## Marco legal
En España, el marco legal que rige la gestión de documentos electrónicos en la Administración pública se encuentra establecido en la Ley 39/2015, de 1 de octubre, del Procedimiento Administrativo Común de las Administraciones Públicas. Esta ley establece los principios y normas generales para la tramitación electrónica de documentos y la interoperabilidad de los sistemas.
Por otro lado, el Real Decreto 1708/2011, de 18 de noviembre, regula el Sistema Español de Archivos y el Sistema de Archivos de la Administración General del Estado y sus organismos públicos. Este decreto establece las pautas para la gestión de documentos y archivos en la Administración pública española.

## Funcionalidades y características
Los EDRMS ofrecen una amplia gama de funcionalidades y características para gestionar de manera efectiva los documentos electrónicos de archivo. Algunas de las características más destacadas incluyen:
1. Captura y digitalización: Los EDRMS permiten la captura y digitalización de documentos en formato electrónico, ya sea mediante escaneo o creación directa de documentos digitales.
2. Indexación y metadatos: Estos sistemas permiten etiquetar y asociar metadatos a los documentos electrónicos, lo que facilita la búsqueda, recuperación y organización eficiente de la información.
3. Almacenamiento y organización: Los documentos electrónicos de archivo se almacenan de manera segura en repositorios digitales centralizados, donde se organizan en estructuras jerárquicas, como series documentales, expedientes y subexpedientes.
4. Conservación a largo plazo: Los EDRMS garantizan la preservación de los documentos electrónicos a largo plazo, utilizando formatos estándar y estrategias de preservación digital para asegurar la accesibilidad y legibilidad continua.
5. Control de acceso y seguridad: Estos sistemas implementan mecanismos de seguridad y control de acceso para proteger la confidencialidad, integridad y autenticidad de los documentos electrónicos de archivo.
6. Flujos de trabajo: Los EDRMS permiten la automatización de flujos de trabajo, lo que facilita la revisión, aprobación y distribución de documentos, mejorando la eficiencia y la colaboración entre los usuarios.
7. Cumplimiento normativo: Los EDRMS están diseñados para cumplir con las regulaciones y leyes vigentes en relación con la conservación y gestión de documentos electrónicos de archivo, asegurando la conformidad con los requisitos legales.

## Importancia en la administración y preservación de la información
La adopción de sistemas de gestión de documentos electrónicos de archivo ha sido crucial en el contexto de la administración y preservación de la información. Estos sistemas permiten a las organizaciones mejorar la eficiencia en la gestión de documentos, reducir costos asociados con el almacenamiento físico y mejorar el acceso y la recuperación de información.
Además, los EDRMS desempeñan un papel esencial en la preservación a largo plazo de los documentos electrónicos con valor archivístico. Gracias a las funcionalidades de conservación y control de acceso, se garantiza la integridad y autenticidad de los documentos a lo largo del tiempo, evitando su deterioro y pérdida.

## Software de EDRMS
Varios proveedores de software ofrecen estos sistemas a nivel empresarial (es decir, dirigidos a gestionar todos los documentos y documentos de archivo de una empresa).
Históricamente, estos proveedores han suministrado sistemas de gestión de documentos electrónicos y han adquirido empresas más pequeñas especializadas en gestión documental de documentos de archivo. La fluidez de la integración y la intención original del componente de gestión documental de documentos de archivo para administrar documentos de archivo electrónicos suele determinar la complejidad de la implantación y, potencialmente, de la utilización del sistema final.

## Evolución y tendencias futuras
Los Sistemas de gestión de documentos electrónicos de archivo han evolucionado significativamente a lo largo de los años, adaptándose a los avances tecnológicos y las necesidades de las organizaciones. La digitalización, el uso de la inteligencia artificial y la incorporación de tecnologías de análisis de datos son algunas de las tendencias actuales que están transformando estos sistemas, permitiendo una gestión más inteligente y eficiente de los documentos electrónicos de archivo.

## Tecnologías asociadas
- Gestión de procesos de negocio (BPM)
- Gestión de contenido empresarial (ECM)
- Digitalización
- Sistema de gestión de contenido web (WCMS)

## Organizaciones profesionales
Entre las organizaciones profesionales de documentos y archivos destacan:
- Association of Records Managers and Administrators (ARMA International)
- Consejo Internacional de Archivos (CIA o ICA, según sus siglas en inglés)
- Information and Records Management Society (IRMS)